# Азра Авдіч
Азра Авдіч (ісп. Azra Avdic, 19 вересня 1998) — перуанська плавчиня. Учасниця Чемпіонату світу з водних видів спорту 2017, де в попередніх запливах на дистанції 200 метрів батерфляєм посіла 30-те місце і не потрапила до півфіналу.